# The Desert Rose Band
The Desert Rose Band — кантри-рок-группа, основанная Крисом Хиллманом (бывшим участником The Byrds и The Flying Burrito Brothers), Хербом Педерсеном и Джоном Джоргенсоном в 1985 году. Позже к ним присоединились Билл Брайсон (бас-гитара), Джей Ди Мэнесс и Стив Дункан (ударные).
В конце 1980-х и в начале 1990-х несколько хитов группы находились в чарте Hot Country Songs. Наиболее известной песней группы считается композиция «One Step Forward».

## История
Первым синглом стала кавер-версия Johnnie & Jack «Ashes of Love», попавшая в топ-30 в США. Их дебютный одноименный альбом был издан в 1987, его выпуск сопровождался такими хитами, как: «He’s Back and I’m Blue», «Love Reunited», «One Step Forward», последние два находились в топ-10.
Второй альбом Running выдал три хита — «I Still Believe in You», «Summer Wind», «She Don’t Love Nobody».
Третий альбом, Pages of Life, принес группе два хита — «Story of Love» и «Start All Over Again», ставшие последними хитами коллектива. Вскоре состав The Desert Rose Band начал быстро меняться: Мэнесс был заменен на Тома Брумли, Джоргенсон — на Джеффа Росса, а ударник Дункан на Тима Грогана.
True Love был выпущен в 1991 году, а Life Goes On в 1993, однако изменение состава отрицательно сказалось на их последнем альбоме — в коммерческом плане он стал провальным. После этого группа распалась, но Хиллман и Педерсен продолжили свою совместную работу.

## Дискография

### Студийные альбомы
- The Desert Rose Band (1987)
- Running (1988)
- Pages of Life (1990)
- True Love(1991)
- Life Goes On (1993)

### Сборники
- A Dozen Roses – Greatest Hits (1991)
- Traditional (1993)